# Лефкада (округ)
Округ Лефкада је округ у периферији Јонска острва и истоименој историјској покрајини Јонска острва у северозападној Грчкој. Управно средиште округа је истоимени град Лефкада. Округ обухвата веће острво Лефкада, мања острва Меганизи, Каламос и Кастос и више острваца и хриди.
Округ Лефкада је успостављен 2011. године на месту некадашње префектуре, која је имала исти назив, обухват и границе.

## Природне одлике
Округ Лефкада је острвски округ на западу Грчке, који обухвата пар острва у средишњем делу Јонског архипелага: веће острво Лефкада, мања острва Меганизи, Каламос и Кастос и више острваца и хриди, сва у западном делу Јонско море. Већина острва удаљена је пар километара од обале. Источно се налази округ Етолија-Акарнија, са којим је острво Лефкада повезано мостом.
Острва су планинска и са покренутим тереном. Највиши врх острва Лефкада је на преко 600 метара надморске висине. Због близине копна на њима има доста подземних извора воде, па су махом са бујним растињем.
Клима у округу је средоземна.

## Историја
У доба антике ова област је била део подручја старе Грчке, али изван главних историјских токова. У каснијим епохама долази владавина Римљана, затим Византинаца. Острво никада није било у рукама Османлија, али је зато било под вишевековном влашћу Млечана. Дато је оставило знатан утицај на живот и културу острва. У 19. веку острвом владају Британци око 50 година. 1864. године Лефкада је заједно са осталим Јонским острвима прикључена Грчкој. Тадашња префектура Лефкада је протеклих деценија била осавремењена, али то није спречило исељавање становништва из њеног већег дела. Последњих година развој туризма поново је оживео привреду острва.

## Становништво
По последњим проценама из 2005. године округ Лефкада је имао близу 23.000 становника, од чега чак 2/3 живи у седишту округа, граду Лефкади.
Етнички састав: Главно становништво округа су Грци, а званично признатих историјских мањина нема. И поред тога у округу живи заједница Рома и мања скупина новијих досељеника. До средине 19. века виши сталеж на острва био је италијанизован услед дуготрајне Млетачке власти.
Густина насељености је око 70 ст./км2, што је близу просека Грчке (око 80 ст./км2).

## Управна подела и насеља
Округ Теспротија се дели на 2 општине:
1. Лефкада (са мањим острвима)
2. Меганизи

Град Лефкада је највеће насеље и једини значајан град (око 10.000 ст.) у округу.

## Привреда
Становништво округа Лефкада је традиционално било окренуто поморству и средоземној пољопривреди (агруми, маслине). Иако су дате делатности и данас развијене, оне су у сенци туризма. Током протеклих деценија Лефкада је постао важно туристичко одредиште у Грчкој.